# بریجت ویلسون
بریجت ویلسون (انگلیسی: Bridgette Leann Wilson-Sampras؛ زادهٔ ۲۵ سپتامبر ۱۹۷۳) هنرپیشه، خواننده و ملکه زیبایی اهل آمریکا است. وی به نمایندگی از اورگن برنده ملکه زیبایی نوجوان ایالات متحده آمریکا ۱۹۹۰ شد.

## بخشی از فیلمشناسی

### فیلم
- آخرین قهرمان اکشن (۱۹۹۳)
- بیلی مدیسن (۱۹۹۵)
- مورتال کامبت (۱۹۹۵)
- آموزش برتر (۱۹۹۵)
- نیکسون (۱۹۹۵)
- قلاب ستاره‌ها را باز کنید (۱۹۹۶)
- نوادا (۱۹۹۷)
- می‌دانم تابستان پیش چه کردی (۱۹۹۷)
- حومه (۱۹۹۹)
- خانه‌ای روی تپه جن‌زده (۱۹۹۹)
- عشق حقیر (۱۹۹۹)
- برنامه‌ریز عروسی (۲۰۰۱)
- معجون زمان ۳ (۲۰۰۱)
- عملیات افراطی (۲۰۰۲)
- خرید گاو (۲۰۰۲)
- دختر فروشنده (۲۰۰۵)

### مجموعه تلویزیونی
- سانتا باربارا (۱۹۹۲–۱۹۹۳)
- فریژر (۲۰۰۲)
- سی‌اس‌آی: میامی (۲۰۰۳)